# 中华人民共和国外交部香港澳门台湾事务司
中华人民共和国外交部香港澳门台湾事务司（英語：Department of Hong Kong, Macao and Taiwan Affairs of the Ministry of Foreign Affairs of the People's Republic of China），简称外交部港澳台司，是中华人民共和国外交部直接领导的工作机关。

## 机构沿革
1998年，外交部香港澳门事务办公室和外交部台湾事务办公室合并为外交部香港澳门台湾事务司。

## 工作职能
外交部香港澳门台湾事务司主要按照国务院和外交部给其确定的工作范围，负责办理以下各项工作：
- 拟订涉及香港、澳门特别行政区和台湾地区的外交政策，调研并协调处理相关外交事务；
- 指导外交部驻香港、澳门特派员公署工作；
- 承担大陆民间机构赴台参加国际会议和活动的有关管理工作。

## 历任司长
- 朱祖寿（1998－2000）
- 吴红波（2000－2002）
- 张鑫森（2002－2005）
- 高占生（2005－2007.11）
- 邓中华（2008.03－2011）
- 詹永新（2011－2015）
- 冯铁（2015－2019）
- 侯悦（2020－2023.1）
- 杨义瑞（2023.5－）